# 市河藤若
市河 藤若（いちかわ ふじわか）は、戦国時代の武将。通称は藤若。信濃国高井郡計見城主。

## 略歴
信濃水内郡志久見郷（栄村志久見）を領する信濃国衆である市河氏の一族。市河氏は桓武平氏城氏の傍流と言われる甲斐国から興った一族。清和源氏、滋野氏と諸説ある。
戦国期市河氏の人物では孫三郎、藤若、新六郎が確認され、『藤原姓市川氏系図』においてはこれらを信房の子房幸（筑前守）に比定しているが、新六郎については信房に比定されることが確認され、房幸の履歴については信房に比定される可能性が指摘されている（西川 2011）
甲斐国守護の武田氏は晴信（信玄）期に信濃侵攻を本格化させ、天文年間には善光寺平以南を制圧すると北信へ進出を開始し、村上義清ら北信豪族を庇護する越後の長尾景虎（上杉謙信）と川中島の戦いを繰り広げていた。これに伴い市河氏も一時は越後へ逃れるが、武田方は北信豪族への調略を開始し、弘治2年（1556年）に市川孫三郎が武田氏から高梨政頼家臣安田氏の所領を与えられており、市河氏も武田方に帰属している。
弘治3年（1557年）2月15日に武田方は水内郡葛山城を落とし、これに対抗して同年4月18日には謙信は川中島へ出陣する。このため上杉領と近接する藤若は上杉からの侵攻を受ける。同年6月18日に、藤若は晴信から上野衆や北条氏康からの援軍が上田に集結していることを伝えられ、6月28日には北信情勢を伝えた藤若の注進状に対し、晴信は援軍として倉賀野城（群馬県高崎市）の原与左衛門尉の援兵を真田（長野県上田市）へ派遣し、今後の援兵は塩田城主の飯富虎昌にも一任することを命じている。こうした情勢の中、同年8月には水内郡上野原で両軍の戦いが発生している。
市河氏は武田氏滅亡後は上杉景勝に属し、慶長3年の会津転封、慶長5年関ヶ原後の米沢転封に伴い米沢に移り、近世には米沢藩士家として存続する。